# Rivière Piagochioui
La rivière Piagochioui est un affluent du littoral Est de la baie James. Ce cours d'eau descend vers l'ouest dans la municipalité de Eeyou Istchee Baie-James, dans la région administrative du Nord-du-Québec, au Québec, au Canada.

## Géographie
Les bassins versants voisins de la rivière Piagochioui sont :
- côté nord : rivière Roggan ;
- côté est : réservoir Robert-Bourassa ;
- côté sud : La Grande Rivière et le réservoir Robert-Bourassa.

La rivière Piagochioui prend sa source au lac Kachamiskw puis se déverse dans le lac Kaysawasakach qui est un vaste plan d'eau de forme complexe. Ce lac est situé à environ 13 km à l'ouest du réservoir Robert-Bourassa, à près de 8 km au sud du lac Lorin.
Le cours vers l'ouest de cette rivière passe au sud du lac Roggan, du lac Pamigamachi et du lac Amounet. Cette rivière traverse plusieurs zones de marais.
L'embouchure de la rivière Piagochioui est située au fond d'une petite baie protégée par un archipel de petites îles. L'île Ayumin est située à 7,5 km à l'ouest au large. L'embouchure fait face à la pointe Kakachischuan qui protège l'entrée de la baie. L'embouchure de la rivière est située à 32 km au nord du village de Chisasibi, à 10,3 km de l'embouchure de la rivière Morand, à 24,6 km de l'embouchure de La Grande Rivière et à 25,5 km de l'embouchure de la rivière Chisasipis.

## Toponymie
Le toponyme "rivière Piagochioui" a été officialisé le 5 décembre 1968 à la Banque des noms de lieux de la Commission de toponymie du Québec.